# Wallis Day

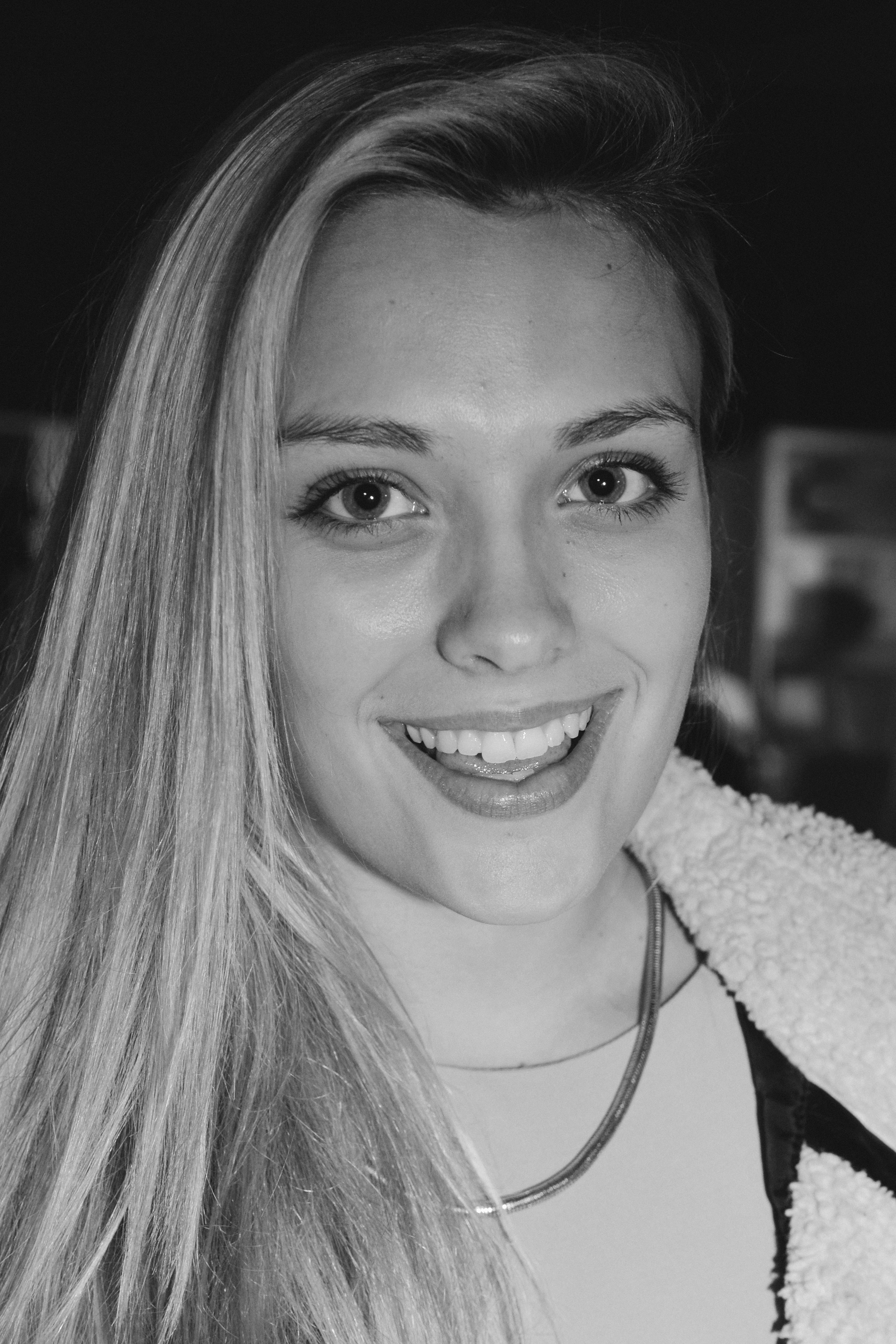
Wallis Day (2013)

Wallis Day (* 20. September 1994 in London) ist eine britische Schauspielerin.

## Leben
Day wurde am 20. September 1994 in London geboren, jedoch wuchs sie später in Ilford auf. Sie erhielt ihre Schauspielausbildung an der Sylvia Young Theatre School sowie am Actors Centre und am Bristol Old Vic. Von 2012 bis 2013 war sie in den Fernsehserien Hollyoaks und Hollyoaks Later von Channel 4 als Holly Cunningham zu sehen. 2015 spielte sie die Rolle der Olalla Jekyll/Hyde in der ITV-Serie Jekyll and Hyde.
Von 2016 bis 2018 hatte sie in The Royals eine wiederkehrende Rolle. 2018/19 verkörperte sie in der Serie Krypton die Rolle der Nyssa-Vex. In der deutschsprachigen Fassung wurde sie von Johanna Schmoll synchronisiert. In der zweiten Staffel der Serie Batwoman (2021) übernahm sie Rolle der Kate Kane und folgte damit Ruby Rose nach, die diese Rolle in der ersten Staffel verkörperte. Außerdem stand sie für Dreharbeiten zum Science-Fiction-Thriller Infinite von Antoine Fuqua mit Mark Wahlberg und Chiwetel Ejiofor vor der Kamera.
Im Februar 2022 wurde bekannt, dass sie in der zweiten Staffel der Netflix-Serie Sex/Life die Rolle der Gigi spielen soll. In der Actionkomödie Sheroes (2023) von Jordan Gertner spielte sie neben Isabelle Fuhrman, Sasha Luss und Skai Jackson eine der Hauptrollen. Für die Comic-Verfilmung von Red Sonja von Regisseur M.J. Bassett mit Matilda Lutz in der Titelrolle wurde sie als deren Halbschwester Annisia besetzt.

## Filmografie (Auswahl)
- 2012–2013: Hollyoaks (Fernsehserie)
- 2013: Hollyoaks Later (Fernsehserie)
- 2014: Trollied (Fernsehserie, eine Episode)
- 2015: Casanova (Fernsehfilm)
- 2015: Jekyll and Hyde (Mini-Serie)
- 2016: Between Two Worlds
- 2016: Shield 5 (Fernsehserie)
- 2016: Wifey Redux (Kurzfilm)
- 2017: Will (Fernsehserie)
- 2016–2018: The Royals (Fernsehserie)
- 2018–2019: Krypton (Fernsehserie)
- 2021: Batwoman (Fernsehserie)
- 2021: Infinite – Lebe unendlich (Infinite)
- 2023: Sex/Life (Fernsehserie)
- 2023: Sheroes
- 2025: Red Sonja